# أثينا لي
أثينا لي (بالإنجليزية: Athena Lee)‏ هي طبالة أمريكية، ولدت في 8 ديسمبر 1964 في لوس أنجلوس في الولايات المتحدة.

## وصلات خارجية
- أثينا لي على موقع IMDb (الإنجليزية)
- أثينا لي على موقع ميوزك برينز (الإنجليزية)